# William Jackson (jugador de cúrling)
William Jackson   (South Lanarkshire, 14 de març de 1871 - South Lanarkshire, 26 de gener de 1955) va ser un jugador de cúrling escocès, que va competir a començaments del segle xx. Era el pare de Laurence Jackson. El 1924 va prendre part en els Jocs Olímpics de Chamonix, on guanyà la medalla d'or en la competició de cúrling.